# 戈龍格拉布
48°18′40″N 22°21′45″E / 48.31111°N 22.36250°E
戈龍格拉布（烏克蘭語：Горонглаб），是烏克蘭西部的村莊，隸屬外喀爾巴阡州的貝雷霍韋區。該村始建於1800年，面積1.21平方公里，海拔高度102米，2001年人口797，人口密度每平方公里658.68人。